# Rally Botafumeiro de 2009
El Rally Botafumeiro de 2009 fue la 21.ª edición y la novena y última ronda de la temporada 2009 del Campeonato de Galicia de Rally. Se celebró entre el 14 y el 15 de noviembre.

## Itinerario
| Día      | Tramo | Nombre   | Distancia | Ganador      | Tiempo   |
| -------- | ----- | -------- | --------- | ------------ | -------- |
| 1º etapa | TC1   | Sarandón | 11,2 km   | Pedro Burgo  | 07:13.20 |
| 1º etapa | TC2   | Vea      | km        | Pedro Burgo  | 08:29.20 |
| 1º etapa | TC3   | Rois     | km        | Pedro Burgo  | 07:42.00 |
| 1º etapa | TC4   | Lampai   | km        | Manuel Senra | 04:22.40 |
| 1º etapa | TC5   | Sarandon | 11,2 km   | Manuel Senra | 04:22.40 |
| 1º etapa | TC6   | Vea      | km        | Manuel Senra | 08:38.20 |
| 1º etapa | TC7   | Rois     | km        | Pedro Burgo  | 07:57.90 |
| 1º etapa | TC8   | Lampai   | km        | Pedro Burgo  | 04:29.10 |

## Clasificación final
| #   | Piloto             | Copiloto               | Automóvil                  | Tiempo    | Difere. |
| --- | ------------------ | ---------------------- | -------------------------- | --------- | ------- |
| 1.  | Pedro Burgo        | Marcos Burgo           | Mitsubishi Lancer Evo VIII | 56:12.0   | 0.0     |
| 2.  | Manuel Senra       | Faustino Suárez        | Peugeot 306 Maxi           | 57:11.6   | +59.6   |
| 3.  | Alberto Meira      | Joaquín Conde García   | Mitsubishi Lancer Evo IX   | 57:27.8   | +1:15.8 |
| 4.  | Alejandro Pais     | Santiago Pais          | Mitsubishi Lancer Evo IX   | 58:33.3   | +2:21.3 |
| 5.  | Luis Vilariño      | Ramón López            | Renault Mégane Maxi        | 58:53.1   | +2:41.1 |
| 6.  | Martín Bello       | Alberto Bello          | Citroën C2 GT              | 59:42.7   | +3:30.7 |
| 7.  | Tino Iglesias      | Jorge Iglesias         | Citroën Saxo VTS           | 1:00:18.9 | +4:06.9 |
| 8.  | Francisco Lago     | Daniel Castro          | Citroën C2 GT              | 1:00:35.3 | +4:23.3 |
| 9.  | José Fernández Gay | Francisco Lema         | Mitsubishi Lancer Evo VII  | 1:00:51.5 | +4:39.5 |
| 10. | Alejandro Bermúdez | Miguel A. Pérez Galego | Mitsubishi Lancer Evo VIII | 1:01:05.7 | +4:53.7 |